# Iassus prostictops
Iassus prostictops är en insektsart som beskrevs av Walker 1851. Iassus prostictops ingår i släktet Iassus och familjen dvärgstritar. Inga underarter finns listade i Catalogue of Life.